# Hot Chocolate
Hot Chocolate é  uma banda pop britânica, constituída por Errol Brown (nascido na Jamaica), Harry Ferguson, Tony Wilson e Ian King. Originalmente foram chamados de The Hot Chocolate Band por Mavis Smith, o que foi rapidamente modificado para Hot Chocolate.
Com a saída de Errol Brown (falecido em 2015), que seguiria carreira solo, o grupo se desfez em 1986, voltando em 1988 e desde 1992, possui uma nova formação. Atualmente, integram o Hot Chocolate: Tony Connor, Harvey Hinsley, Patrick Olive (único remanescente da formação original), Steve Ansell, Andy Smith e Kennie Simon.
Um de seus maiores sucessos é "It Started With a Kiss", de 1982, que no Brasil ficou em 93º lugar nas rádios no ano seguinte, segundo o site Hot100 Brasil, e fez parte da trilha sonora internacional da novela Final Feliz, da Rede Globo. A música foi escolhida para ser o tema de Ivan (Ney Sant'Anna) e Lucinha (Cissa Guimarães).

## Discografia

### Álbuns
- Cicero Park (1974)
- Hot Chocolate (#34) (Novembro 1975)
- Man To Man (#32) (Agosto 1976)
- 14 Greatest Hits (#6) (Novembro 1976)
- Every 1's A Winner (#30) (Abril 1978)
- Going Through the Motions (1979)
- Class (1980)
- 20 Hottest Hits (#3) (Dezembro 1979)
- Mystery (#24) (Setembro 1982)
- Love Shot (1983)
- The Very Best Of Hot Chocolate (#1) (Fevereiro 1987)
- Their Greatest Hits (#1) (Março 1993)

### Singles
- "Give Peace A Chance" (Outubro 1969)
- "Love Is Life" (#6) (Agosto 1970)
- "You Could Have Been A Lady" (#22) (Março 1971)
- "I Believe (In Love)" (#8) (Agosto 1971)
- "Mary-Anne" (Fevereiro 1972)
- "You'll Always Be A Friend" (#23) (Outubro 1972)
- "Brother Louie" (#7) (Abril 1973)
- "Rumours" (#44) (Agosto 1973)
- "Emma" (#3) (Março 1974)
- "Cheri Babe" (#31) (Novembro 1974)
- "Blue Night" (1975)
- "Disco Queen" (#11) (Maio 1975)
- "A Child's Prayer" (#7) (Agosto 1975)
- "You Sexy Thing" (#2) (Novembro 1975)
- "Don't Stop It Now" (#11) (Março 1976)
- "Man To Man" (#14) (Junho 1976)
- "Heaven Is In The Back Seat Of My Cadillac" (#25) (Agosto 1976)
- "So You Win Again" (#1) (escrita por Russ Ballard) (Junho 1977)
- "Put Your Love In Me" (#10) (Novembro 1977)
- "Every 1's A Winner" (#12) (Março 1978)
- "I'll Put You Together Again" (#13) (Dezembro 1978)
- "Mindless Boogie" (#46) (Maio 1979)
- "Going Through The Motions" (#53) (Julho 1979)
- "No Doubt About It" (#2) (Maio 1980)
- "Are You Getting Enough Of What Makes You Happy" (#17) (Julho 1980)
- "Love Me To Sleep" (#50) (Dezembro 1980)
- "You'll Never Be So Wrong" (#52) (Maio 1981)
- "I'm Losing You"/"Children Of Spacemen" (1981)
- "Girl Crazy" (#7) (Abril 1982)
- "It Started With a Kiss" (#5) (Julho 1982)
- "Chances" (#32) (Setembro 1982)
- "What Kinda Boy You Looking For (Girl)" (#10) (Maio 1983)
- "Tears On The Telephone" (#37) (Setembro 1983)
- "I'm Sorry" (1983) (#89) (Novembro 1983)
- "I Gave You My Heart (Didn't I)" (#13) (Fevereiro 1984)
- "Heartache No. 9" (1986) (#76) (Março 1986)
- "You Sexy Thing (Ben Liebrand remix)" (#10) (Janeiro 1987)
- "Every 1's A Winner (Groove Mix)" (#69) (Abril 1987)
- "No Doubt About It (remix)" (1987)
- "Heaven Is In The Backseat Of My Cadillac (remix)" (1988)
- "Never Pretend" (1988)
- "It Started With a Kiss" (#31) (relançamento em março de 1993)
- "You Sexy Thing" (#6) (relançamento em novembro de 1997)
- "It Started With a Kiss" (#18) (segundo relançamento em fevereiro de 1998)